# Fluornitrobenzole
| Gefahrensymbol |

| Gefahrensymbol | Gefahrensymbol |

| Gefahrensymbol | Gefahrensymbol |

Die Fluornitrobenzole bilden in der Chemie eine Stoffgruppe, die sich sowohl vom Nitrobenzol als auch vom Fluorbenzol ableitet. Die Struktur besteht aus einem Benzolring mit angefügter Nitrogruppe (–NO2) und Fluor (–F) als Substituenten. Durch deren unterschiedliche Anordnung ergeben sich drei Konstitutionsisomere mit der Summenformel C6H4FNO2.

## Eigenschaften
Das p-Fluornitrobenzol, das die höchste Symmetrie aufweist, besitzt den höchsten Schmelzpunkt. Die Einführung des Fluoratoms ändert die Siedepunkte im Vergleich zum Nitrobenzol (211 °C) nur wenig.